# Trzeciorzęd
Trzeciorzęd – według starszych wersji periodyzacji starszy okres ery kenozoicznej, od 65 do 1,8 mln lat temu. Dzieli się na:
- neogen (24-1,8 mln lat temu)
  - pliocen
  - miocen
- paleogen (65-24 mln lat temu)
  - oligocen
  - eocen
  - paleocen.

Według podziału dokonanego przez Międzynarodową Unię Nauk Geologicznych w 2004 r. (z późniejszymi poprawkami) trzeciorzęd nie istnieje, era kenozoiczna dzieli się na paleogen, neogen i czwartorzęd (poszerzony o najmłodszy wiek pliocenu, gelas).

## Geologia
W trzeciorzędzie oceany i kontynenty przybrały kształt zbliżony do współczesnego:
- Tetyda uległa ostatecznemu zamknięciu,
- Dekan przyłączył się do Azji
- Australia oderwała się od Antarktydy
- obie Ameryki połączyły się ze sobą Przesmykiem Panamskim.
- orogeneza alpejska doprowadziła do wypiętrzenia Alp, Karpat, Gór Dynarskich, Pirenejów, Apeninów, Atlasu, Kordylierów, Andów, Himalajów i Kaukazu
- Antarktyda pokrywa się lodem
- powstają rzeki w dzisiejszym ich układzie (w przybliżeniu)

Typowymi skałami trzeciorzędowymi są: flisz, wapienie numulitowe, osady chemiczne (sól kamienna, sole potasowe) oraz utwory lądowe (piaski, węgiel brunatny).

## Flora trzeciorzędu
Okres trzeciorzędu charakteryzuje się gwałtownym rozwojem roślin okrytozalążkowych.

## Fauna trzeciorzędu
- morza:
  - szybko rozwijają się otwornice, otwornice planktoniczne są podstawą podziału stratygraficznego zwłaszcza paleogenu, bardzo liczne i ekspansywne są też otwornice bentoniczne, w tym gatunki o wielkich (do 15 cm) skorupkach, np. (wapienie numulitowe), o dużym znaczeniu skałotwórczym.
  - bogata fauna małży, ślimaków i koralowców
  - zróżnicowana fauna ryb, ekspansywny rozwój dominujących dziś ryb Teleostei, przy jednoczesnym upadku starszych grup ryb, typowych dla mezozoiku: kostnochrzęstnych i nowopłetwych. Rekiny są dalej liczną i znaczącą grupą, natomiast dochodzi do szybkiej radiacji płaszczek.
- lądy
  - silne zróżnicowanie osiągają owady i pajęczaki
  - gwałtownie przyśpiesza ewolucja ptaków
  - ssaki stają się zwierzętami dominującymi. Pierwsza, dość niewielka faza szybkiego rozwoju ssaków następuje na początku paleocenu, bezpośrednio po wielkim wymieraniu u schyłku kredy, jednak zasadnicza faza radiacji i powstanie większości współczesnych rzędów miało miejsce w eocenie i oligocenie.
  - w paleocenie pojawiają się prakopytne i pradrapieżne
  - w eocenie pojawiają się pierwsze latające ssaki nietoperze i pierwsze ssaki morskie – walenie.
  - w pliocenie pojawia się człowiek

## Trzeciorzęd w Polsce
- odmłodzenie rzeźby i wypiętrzenie Sudetów
- powstają Karpaty
- roślinne torfowiska leśne i szuwarowe dają początek dzisiejszym złożom węgla brunatnego
- wskutek wyparowania wody morskiej (Morze Tetydy) w zapadlisku przedkarpackim powstają złoża soli kamiennej (Wieliczka, Bochnia) i siarki rodzimej (okolice Tarnobrzega)